# رادیکال تری‌فنیل‌متیل
رادیکال تری‌فنیل‌متیل(به انگلیسی: Triphenylmethyl radical) (که اغلب به صورت رادیکال تریتیل کوتاه می‌شود) یک رادیکال پایدار و اولین رادیکالیست که در شیمی آلی توصیف شده‌است. می‌توان آن را بوسیله همولیز تری فنیل متیل کلرید ۱ با یک فلز مانند نقره یا روی در بنزن یا دی اتیل اتر تهیه کرد . رادیکال ۲ یک تعادل شیمیایی با دیمر کینوییدی ۳ (۳-تری‌فنیل‌متیل-۶-دی‌فنیل‌متیلیدن-۱٬۴-سیکلوهگزادی‌ان؛ دیمر گامبرگ است) شکل می‌دهد. در بنزن غلظت رادیکال ۲٪ است. 